# Saint-Laurent-de-Lévézou
Saint-Laurent-de-Lévézou (okzitanisch: Sent Laurenç de Leveson) ist eine französische Gemeinde im Département Aveyron in der Region Okzitanien (vor 2016: Midi-Pyrénées) mit 157 Einwohnern (Stand: 1. Januar 2022). Sie gehört zum Kanton Raspes et Lévezou im Arrondissement Millau. Die Einwohner werden Saint-Laurentais genannt.

## Geografie
Saint-Laurent-de-Lévézou liegt etwa 15 Kilometer nordwestlich von Millau und etwa 34 Kilometer ostsüdöstlich von Rodez in einem der südlichen Ausläufer des Zentralmassivs in einer waldreichen Region. Das Gemeindegebiet ist Teil des Regionalen Naturparks Grands Causses. Umgeben wird Saint-Laurent-de-Lévézou von den Nachbargemeinden Vézins-de-Lévézou im Westen und Norden, Saint-Léons im Osten, Saint-Beauzély im Südosten und Süden sowie Curan im Südwesten und Westen.

## Bevölkerungsentwicklung
| Jahr                       | 1962 | 1968 | 1975 | 1982 | 1990 | 1999 | 2006 | 2019 |
| -------------------------- | ---- | ---- | ---- | ---- | ---- | ---- | ---- | ---- |
| Einwohner                  | 230  | 198  | 166  | 157  | 124  | 152  | 155  | 151  |
| Quellen: Cassini und INSEE |      |      |      |      |      |      |      |      |

## Sehenswürdigkeiten
- Kirche Saint-Laurent
- Kirche Saints-Abdon-et-Sennen im Ortsteil Mauriac

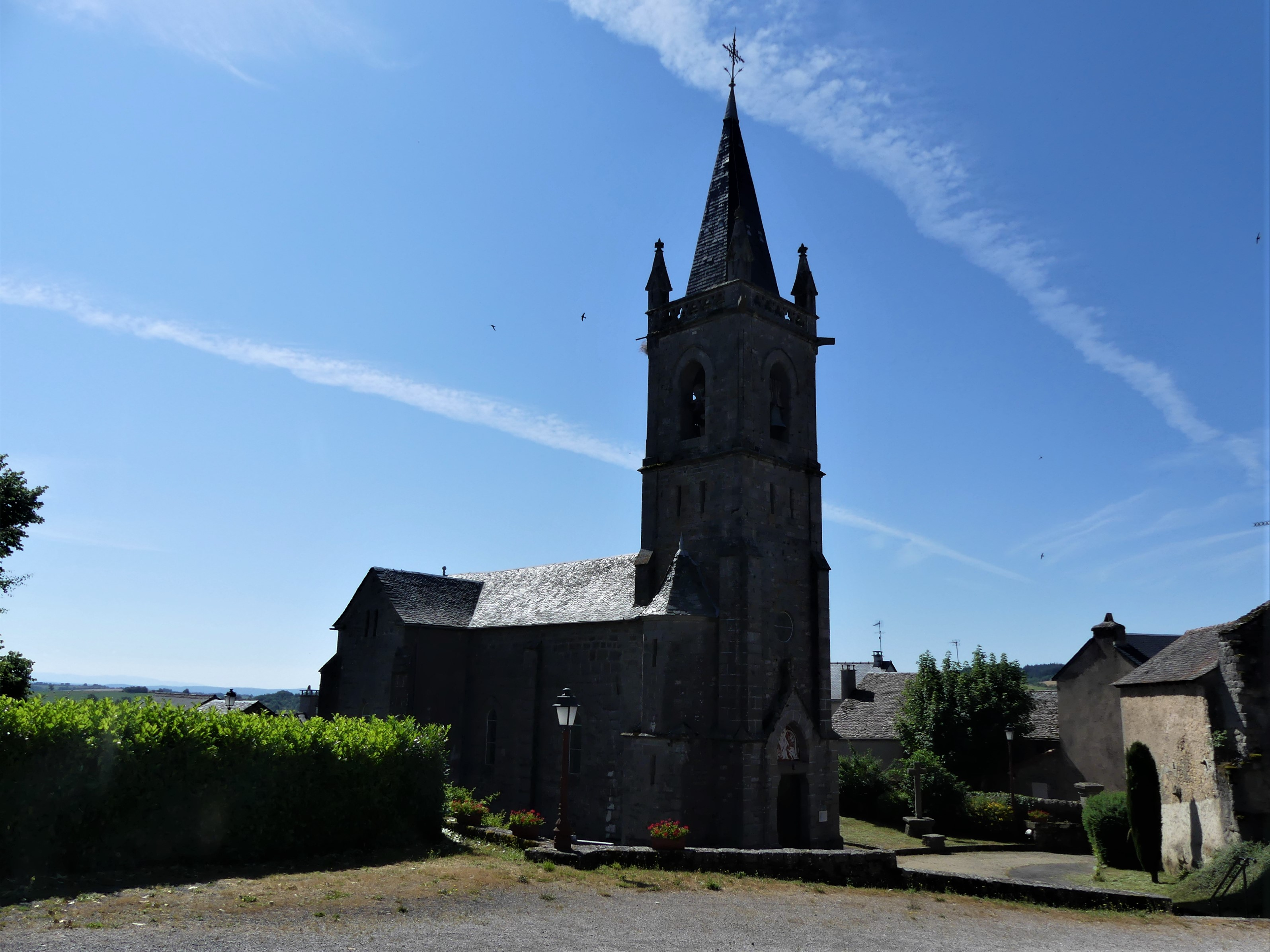
Kirche Saint-Laurent
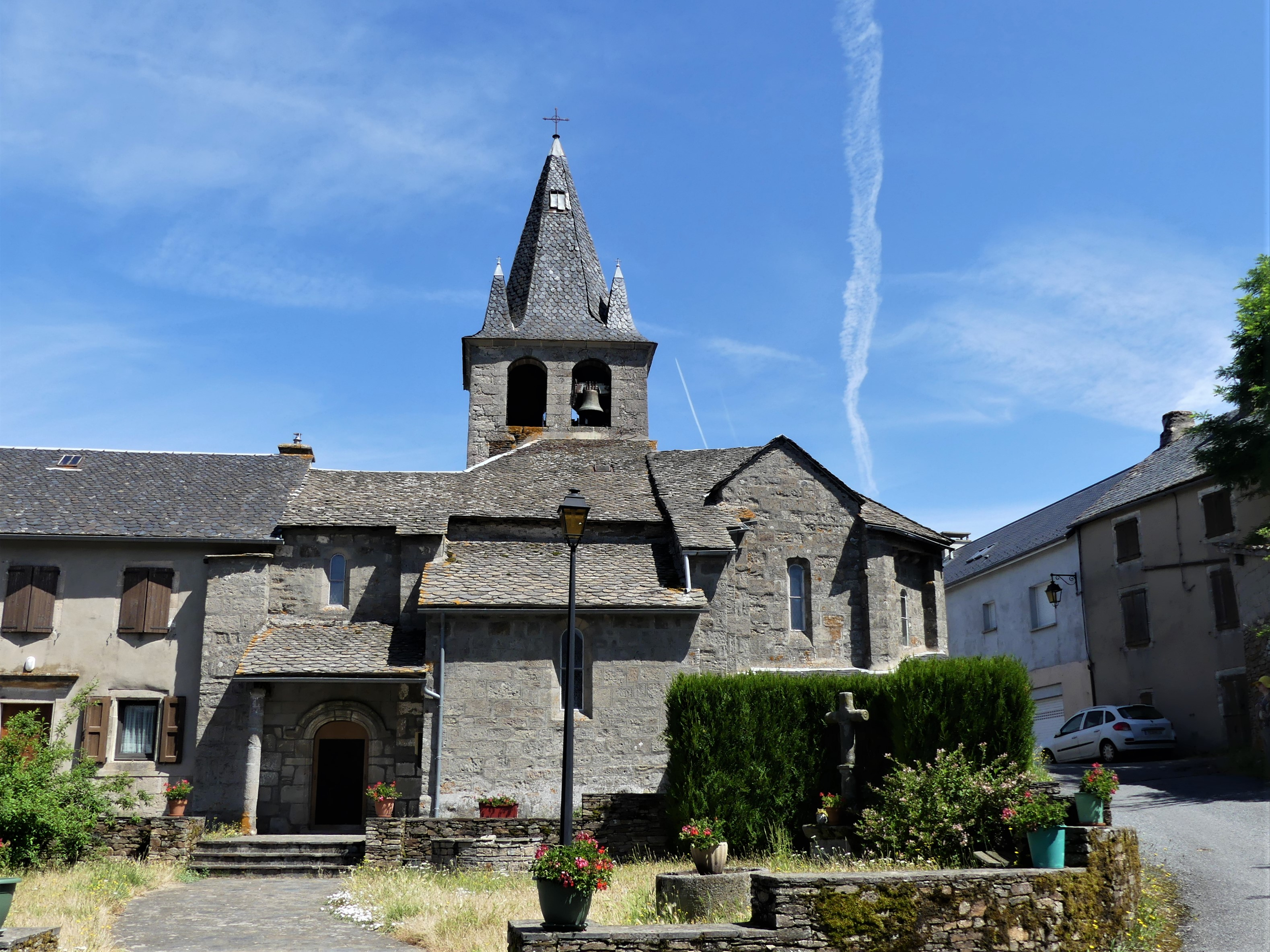
Kirche Saints-Abdon-et-Sennen